# Ostružná (Hrubý Jeseník)
Ostružná (1184 m) je vrchol v Pradědské hornatině, součásti Hrubého Jeseníku. Její hřeben je posledním východním výběžkem této hornatiny a samotná Ostružná je zároveň nejjižnější tisícovkou Hrubého Jeseníku.

## Přístup
Na vrchol nevede žádná značená trasa, jen neznačená pěšina z Mravenčího sedla, oddělujícího Ostružnou od hlavního hřebene Pradědské hornatiny. Od sedla je vrchol vzdálen 1300 m jižně.